# Las profesionales, a su servicio
Las profesionales, a su servicio es una telenovela colombiana producida por Caracol Televisión en 2006. Es la adaptación de la telenovela chilena Brujas de la autora y guionista chilena Daniella Castagno, fue adaptada por Perla Ramírez y César Betancour, dirigida por William González y Juan Carlos Delgado, producida por Luis Alberto Restrepo. se estrenó el 29 de noviembre de 2006.
Esta protagonizada por Aura Cristina Geithner, Diego Cadavid y María Adelaida Puerta, con la participación antagónica de Consuelo Luzardo, cuenta con las actuaciones estelares de Ángela Vergara, Fiona Horsey, Mabel Moreno y Juliana Posso y la actuación especial de Marcelo Dos Santos.

## Sinopsis
Beatriz González es la esposa de Vicente Soler, un empresario dueño de una compañía de formación de jóvenes para el oficio doméstico, enfermería, niñeras y damas de compañía en casas de familia.
En el pasado, ella fue exempleada de Vicente hasta que inició un romance con él a escondidas de la madre de este, Rebeca Martínez. Al verse descubierto, Vicente decide instalar a Beatriz en un apartamento donde le propone matrimonio. 
Los tres años de aparente felicidad y tranquilidad en su convivencia se alteró cuando Vicente murió en extrañas circunstancias. Desde entonces, Beatriz exige llevar el mando en la empresa de su marido, por celos e inseguridades. Así mismo, contrata a Dante Quiroga, investigador privado, para que identifique los móviles de la muerte de su marido.
Beatriz presiente que su difunto marido le fue infiel y que la presunta asesina fue una amante, motivo por el que dirige sus sospechas a cinco de sus empleadas, las más destacadas de la empresa. Para su cumplir su misión, Dante deberá seducir a estas empleadas para vulnerarlas y así descubrir a la criminal.
Mariana, Erika, Nohelia, Cassandra y Candelaria, las jóvenes más lindas de esta agencia, tienen que soportar, además de la carga que les genera las familias para las cuales trabajan, el acoso de Dante y la persecución de Beatriz. Cassandra será quien lleve la peor parte, porque el investigador se enamora de ella, lo que la convierte en la rival de Beatriz, quien reconoce que Dante le está devolviendo la ilusión del amor.

## Elenco
- Aura Cristina Geithner... Beatriz González
- Marcelo Dos Santos... Vicente Soler
- Consuelo Luzardo... Rebeca Márquez
- Diego Cadavid... Dante Quiroga
- Ángela Vergara... Mariana Carvajal
- Fiona Horsey... Erika Schmidt
- María Adelaida Puerta... Cassandra García
- Mabel Moreno... Nohelia Cifuentes
- Juliana Posso... Candelaria Pérez
- Federico Rivera ... Ricardo
- Rafael Bohórquez
- Alejandra Miranda... Mercedes
- Andrés Toro... Byron
- Juan Carlos Vargas
- Cristina Campuzano
- Ana María Sánchez

## Versiones
- Brujas (2005), una producción de Canal 13, fue protagonizada por Carolina Arregui, Jorge Zabaleta y María Elena Swett.